# Escuelas Públicas de Grand Rapids
La Grand Rapids Public Schools [Escuelas públicas de Grand Rapids] es un sistema público de mes escolar que sirve a Grand Rapids (Míchigan).
Grand Rapids Public Schools (GRPS) es el primer distrito escolar público más grande de Míchigan. También es la tercera fuente de trabajo más grande en la ciudad de Grand Rapids. GRPS sirve a casi 17.000 estudiantes con 2.700 empleados, incluyendo 1.400 maestros. La población estudiantil representa a 55 países con 54 idiomas diferentes hablados, creando una experiencia educativa diversa.

## Historia

### Historia legal
Las Escuelas Públicas de Grand Rapids se crearon en 1871, cuando la legislatura estatal aprobó una ley que creó la Junta de Educación de la Ciudad de Grand Rapids. Según la ley, los límites del distrito eran los mismos que los de la Ciudad de Grand Rapids. Antes de ese momento, la ciudad de Grand Rapids no había establecido un solo distrito escolar. Más bien, el lado oeste era conocido como el Distrito Escolar de la Unión y el distrito este de Grand River fue atendido por otros dos distritos.
En los días posteriores a 1871, los asuntos de las escuelas públicas y los asuntos de la ciudad estaban mucho más entrelazados que hoy, ya que el presupuesto de la junta escolar debía presentarse a la ciudad para su aprobación. En ese momento, cuando los límites de la ciudad se expandieron, los límites escolares también se expandieron. La Constitución de 1908.  prohibió los actos especiales y locales, por lo que la ciudad se expandió a través de la anexión hasta la década de 1920, cuando la ley escolar codificada se hizo más clara. En 1962, se derogó la ley que establece que los límites de la ciudad y el distrito escolar deben ser los mismos. Desde entonces, la ampliación de la ciudad no ha resultado en la expansión de los límites dentro del distrito escolar de las Escuelas Públicas de Grand Rapids.
La relación entre GRPS y la ciudad es muy diferente de lo que era hace cien años. La ciudad ya no tiene ningún control sobre el presupuesto escolar, los poderes de vinculación del distrito o sus poderes de préstamo. Actualmente,  la responsabilidad básica de la ciudad es llevar a cabo elecciones escolares y recaudar impuestos escolares después de que la junta escolar haya determinado cuánto impuesto se debe recaudar. La legislatura ha continuado requiriendo que las ciudades y escuelas operen por separado.

### Historia de la junta escolar
Antes de mayo de 1906, la junta de educación tenía veinticinco miembros. Dos de estos miembros fueron elegidos de cada uno de los doce distritos de la ciudad, y el Alcalde de Grand Rapids sirvió como miembro de oficio. El proceso electoral fue responsable de la mala ubicación de muchas escuelas en Grand Rapids. Muchas escuelas se ubicaron de acuerdo con un distrito específico, en lugar de según las necesidades de la ciudad. En mayo de 1906, la membresía de la junta se redujo a nueve. Cada miembro ahora es elegido por los residentes de la ciudad como un todo y sirve en la junta por un período de tres años.
Originalmente, la junta estaba en el primer piso del Ayuntamiento, pero en 1915 estaba saturando el cuarto piso del edificio. Las oficinas adicionales se ubicaron en la antigua escuela de la División Norte en 234 North Division Avenue y en el antiguo Junior College Building en Ransom Avenue. El departamento de mantenimiento estaba ubicado en 425 West Pleasant Street en la antigua escuela Pleasant Street. En junio de 1920, la Junta trasladó todas sus oficinas al quinto piso de una nueva adición a la Escuela Superior Técnica y Vocacional George A. Davis. Este edificio más tarde se trasladó al West Junior College Building. La nueva adición fue diseñada específicamente para albergar estas oficinas. Un factor importante en la construcción de las oficinas administrativas fue una tarifa de alquiler impuesta por la Comisión Municipal de 1927 de $ 5,000 por año para el uso del espacio en el Ayuntamiento. Antes de este tiempo, el espacio había sido alquilado gratis. Sin embargo, el factor principal para la construcción fue una mayor eficiencia y el deseo de contar con todo el personal administrativo en un solo lugar.

### Historia administrativa
Administrativamente, la junta usó inicialmente un sistema de control dual, donde el superintendente de escuelas y el gerente de negocios eran directamente responsables ante la junta. En 1937, el ingeniero jefe también se hizo responsable directamente ante la junta de educación; El ingeniero jefe informó previamente al gerente de negocios.
El 2 de marzo de 1959, se cambió la estructura administrativa, de modo que el superintendente de escuelas fue el único empleado directamente responsable ante la junta. El gerente de negocios fue colocado bajo el superintendente de escuelas, y el ingeniero jefe fue asignado para informar al gerente de negocios.

## Escuelas secundarias
GRPS ofrece una gran selección de opciones escolares, que incluyen vecindario, tema, Centro de Innovación, educación especial y chárter. Las escuelas vecinales brindan a los estudiantes una educación tradicional. Ubicadas en toda la ciudad, estas escuelas están abiertas a todos los estudiantes que viven dentro de un área de asistencia específica. Los programas piloto en escuelas selectas del vecindario están trabajando para mejorar la conexión entre los residentes del vecindario y su escuela local.
Las escuelas temáticas toman el plan de estudios tradicional y aplican un tema para crear un plan de estudios único. Los ejemplos de temas disponibles en GRPS incluyen ciencias ambientales, arte y música, estudios globales, liderazgo, Montessori, Bachillerato Internacional y más. En muchas escuelas temáticas de GRPS, los estudiantes también experimentan el aprendizaje basado en el lugar y las actividades extraescolares temáticas. De las escuelas temáticas, cuatro requieren que los estudiantes realicen pruebas. City High Middle School, una de las escuelas de prueba, se clasifica constantemente como la mejor escuela en el oeste de Míchigan. Además, también está clasificado como uno de los mejores colegios del estado por US News & World Report, y el Washington Post. 
Los Centros de Innovación son asociaciones público-privadas que ofrecen a los estudiantes académicos rigurosos, oportunidades para conectarse con mentores profesionales. Además, los Centros de Innovación ofrecen prácticas profesionales en el trabajo, así como la posibilidad de obtener créditos universitarios o de oficios o una certificación de carrera para prepararse para las carreras en demanda.
GRPS también proporciona servicios de educación especial en el centro para estudiantes de todo el Distrito Escolar Intermedio de Kent (KISD). Los estudiantes califican para estos servicios a través del proceso del equipo IEP. Además, GRPS tiene una escuela primaria autónoma, Grand Rapids Child Discovery Center. Las escuelas también pueden ofrecer servicios para estudiantes de inglés; "escuelas comunitarias" con servicios sociales, de salud y salud mental; preescolar de todo el día; y jardín de infancia todo el día.